# Tahan-Hörnchen
Das Tahan-Hörnchen (Sundasciurus tahan) ist eine Hörnchenart aus der Gattung der Sunda-Baumhörnchen (Sundasciurus). Es kommt auf der malaiischen Halbinsel in den Höhenlagen am Gunung Tahan vor.

## Merkmale
Das Tahan-Hörnchen erreicht eine Kopf-Rumpf-Länge von etwa 15,5 Zentimetern, der Schwanz ist etwa 10,4 Zentimeter lang und damit kürzer als der restliche Körper. Es entspricht in seinem Aussehen dem Sunda-Schlankhörnchen (Sundasciurus tenuis), ist jedoch etwas größer und hat ein dunkleres Fell. Der Schwanz ist geringelt und die Haarspitzen des Fells sind sandfarben und nicht weiß.

## Verbreitung
Das Tahan-Hörnchen kommt ausschließlich in den hohen Gebieten am Gunung Tahan auf der malaiischen Halbinsel vor.

## Lebensweise
Über die Lebensweise des Tahan-Hörnchens liegen keine Daten vor.

## Systematik
Das Tahan-Hörnchen wurde bis 2010 nicht als eigenständige Art betrachtet und wurde entsprechend in Wilson & Reeder 2005, bearbeitet von Richard W. Thorington Jr, nicht aufgenommen. In dem ebenfalls von Thorington bearbeiteten Squirrels of the World von 2012 wurde die Art jedoch aufgrund einer molekularbiologischen Arbeit zur Phylogenie der Gattung von Robert den Tex und anderen von 2010 als eigenständige Art betrachtet und aufgeführt.
Innerhalb der Art werden neben der Nominatform keine Unterarten unterschieden.

## Status, Bedrohung und Schutz
Angaben zum Status und zur Gefährdung des Tahan-Hörnchens bestehen nicht, in der Datenbank der IUCN ist die Art bislang nicht aufgenommen worden.

## Belege
1. 1 2 3 4 5  Richard W. Thorington Jr., John L. Koprowski, Michael A. Steele: Squirrels of the World. Johns Hopkins University Press, Baltimore MD 2012; S. 192–193. ISBN 978-1-4214-0469-1
2. ↑  Genus Sundasciurus (Memento des Originals vom 4. Januar 2015 im Internet Archive)  Info: Der Archivlink wurde automatisch eingesetzt und noch nicht geprüft. Bitte prüfe Original- und Archivlink gemäß Anleitung und entferne dann diesen Hinweis.. In: Don E. Wilson, DeeAnn M. Reeder (Hrsg.): Mammal Species of the World. A taxonomic and geographic Reference. 2 Bände. 3. Auflage. Johns Hopkins University Press, Baltimore MD 2005, ISBN 0-8018-8221-4.
3. ↑  Robert-Jan den Tex, Richard Thorington, Jesus E. Maldonado, Jennifer A. Leonard: Speciation dynamics in the SE Asian tropics: Putting a time perspective on the phylogeny and biogeography of Sundaland tree squirrels, Sundasciurus. Molecular Phylogenetics and Evolution 55 (2), Mai 2010; S. 711–720 doi:10.1016/j.ympev.2009.12.023.